# Música psicodélica

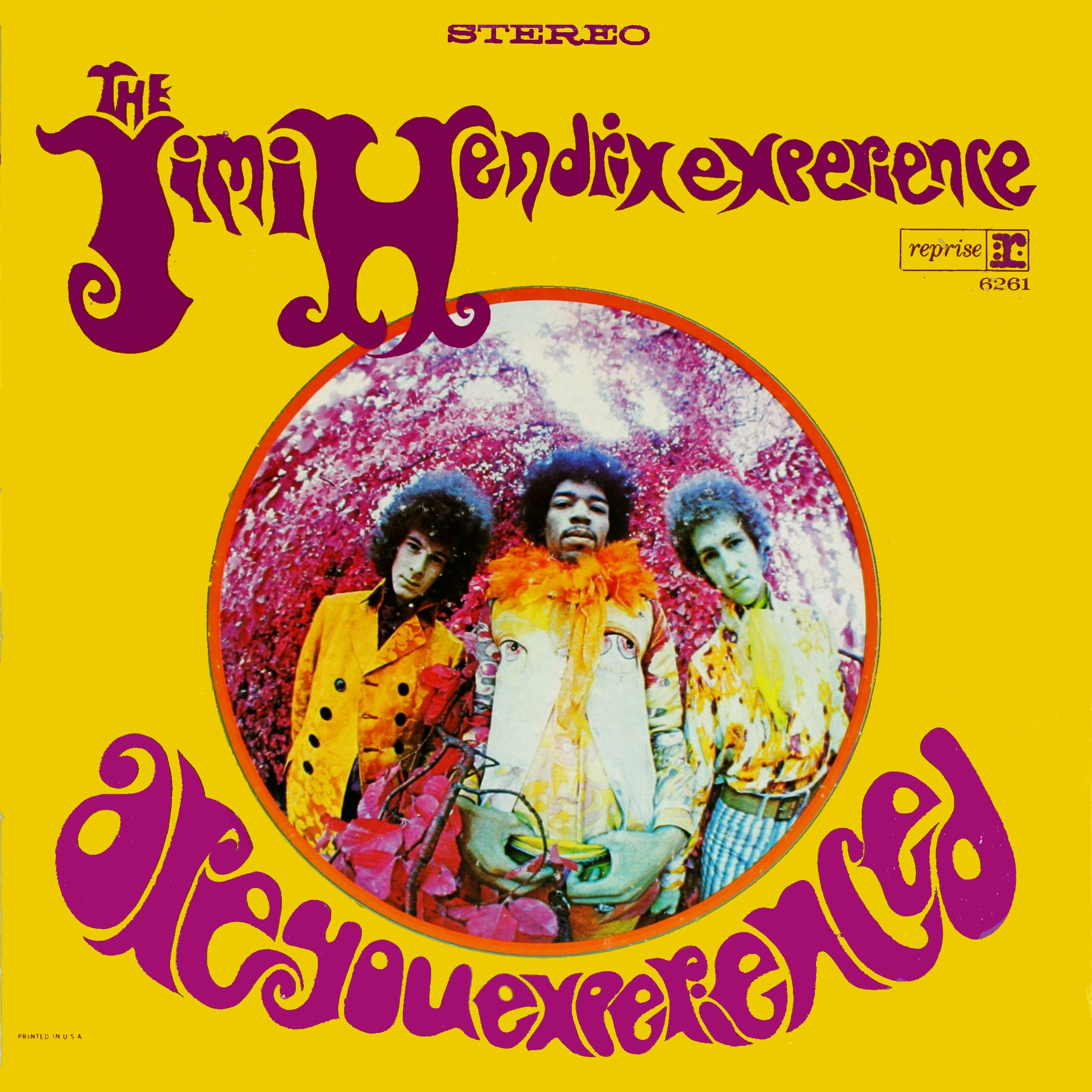
Portada norteamericana de Are you experienced (1967) de The Jimi Hendrix Experience, uno de los álbumes de rock psicodélico más influyentes de la historia. Obra del artista Karl Ferris, el arte de la cubierta incluye una fotografía con lente ojo de pez y tipografía surrealista, dándole un carácter psicodélico.

La música psicodélica (a veces llamada psicodelia) abarca una gama de estilos y géneros de la música popular que están inspirados o influenciados por la cultura psicodélica y que intentan replicar y/o realzar las experiencias con drogas psicodélicas. Surgió a mediados de la década de 1960 entre las bandas de folk rock y blues rock de los Estados Unidos y el Reino Unido.
Las bandas de música psicodélica a menudo utilizan nuevas técnicas y efectos de grabación y se basan en fuentes no occidentales, como los ragas y los pedales de la música india. Las influencias psicodélicas se extendieron al folk, rock y soul, creando los subgéneros de folk psicodélico, rock psicodélico, pop psicodélico y soul psicodélico a finales de los años 1960, antes de declinar a principios de la década de 1970. Las bandas de música psicodélica ampliaron sus horizontes musicales, y pasaron a crear e influenciar muchos nuevos géneros musicales, incluyendo el rock progresivo, krautrock, rock electrónico, jazz rock, heavy metal, trash metal, glam rock, funk, electro y bubblegum pop. La música psicodélica fue revivida en diversas formas de neopsicodelia de la década de 1980 y en el hip hop psicodélico, y reapareció en la música electrónica en géneros como el acid house, trance y new rave.

## Características
La música psicodélica presenta a menudo una serie de características. Es común la instrumentación exótica, con una especial predilección por el sitar y la tabla. Las canciones suelen tener más complejidad en su estructura, más cambios en la marca de tiempo, y más melodías modales y pedales que la música pop contemporánea. Son de uso frecuente las letras surrealistas, excéntricas, inspiradas en el esoterismo o en la literatura. A menudo hay un fuerte énfasis en solos extendidos o jams instrumentales, generalmente con una guitarra eléctrica fuertemente distorsionada como principal instrumento. Las guitarras eléctricas se utilizan para crear acople y se usan a través de los pedales de efectos wah-wah y fuzzbox. Especialmente en la década de 1960, hay una fuerte presencia del teclado, con el uso de órganos electrónicos, clavicordios, o el mellotron, un temprano teclado sampler utilizado con cintas. Se usan a menudo elaborados efectos de estudio, tales como el backmasking, panning, phasing, largos loops y reverberación extrema. En la década de 1960 se usaron instrumentos electrónicos primitivos tales como los primeros sintetizadores y el theremín. Las posteriores formas de psicodelia electrónica también emplearon ritmos repetitivos generados por computadora.

## Historia

### Antecedentes

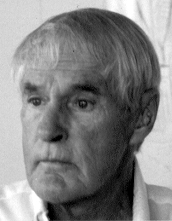
Timothy Leary, un importante defensor del uso de LSD en la década de 1960, fotografiado en 1989.

Desde la segunda mitad de la década de 1950, escritores de la generación beat como William Burroughs, Jack Kerouac y Allen Ginsberg escribieron sobre drogas y tomaron drogas, incluyendo el cannabis y la Benzedrina, concienciando y ayudando a popularizar su uso. A principios de la década de 1960 aparecieron nuevos defensores de la expansión de la conciencia con LSD y otros alucinógenos, entre los que se encontraban Timothy Leary, Alan Watts, Aldous Huxley y Arthur Koestler, los cuales, de acuerdo con L.R. Veysey, influyeron profundamente en el pensamiento de la nueva generación de jóvenes.
El estilo de vida psicodélico ya se había desarrollado en California, sobre todo en San Francisco, a mediados de la década de 1960, con la primera gran fábrica subterránea de LSD establecida por Owsley Stanley. Desde 1964 los Merry Pranksters, una banda informal que se desarrolló en torno al novelista Ken Kesey, patrocinaron los Acid Test, una serie de eventos en torno a la toma de LSD (suministrado por Stanley), acompañados por espectáculos de luz, proyección de películas y música discordante improvisada conocida como la sinfonía psicodélica. Los Pranksters ayudaron a popularizar el uso del LSD mediante sus viajes a través de los Estados Unidos en un autobús escolar convertido y decorado psicodélicamente, viajes que implicaron la distribución de la droga y la reunión con las principales figuras del movimiento beat, y mediante publicaciones acerca de sus actividades, como Ponche de ácido lisérgico (The electric kool-aid acid test) (1968) de Tom Wolfe.
San Francisco también tuvo una escena musical emergente de clubes de folk, cafés y estaciones de radio independientes que abastecieron a la población de estudiantes en la cercana Berkeley y a los librepensadores que habían gravitado en torno a la ciudad. Ya había una cultura de consumo de drogas entre los músicos de jazz y blues, y a principios de la década de 1960 el uso de drogas, incluyendo el cannabis, el peyote, la mescalina y el LSD, comenzó a crecer entre los músicos de folk y rock. Pronto los músicos empezaron a referirse (al principio indirectamente, y más tarde explícitamente) a la droga y trataron de recrear o reflejar la experiencia de tomar LSD en su música, tal y como se refleja en el arte psicodélico, la literatura psicodélica y el cine.

### Folk psicodélico

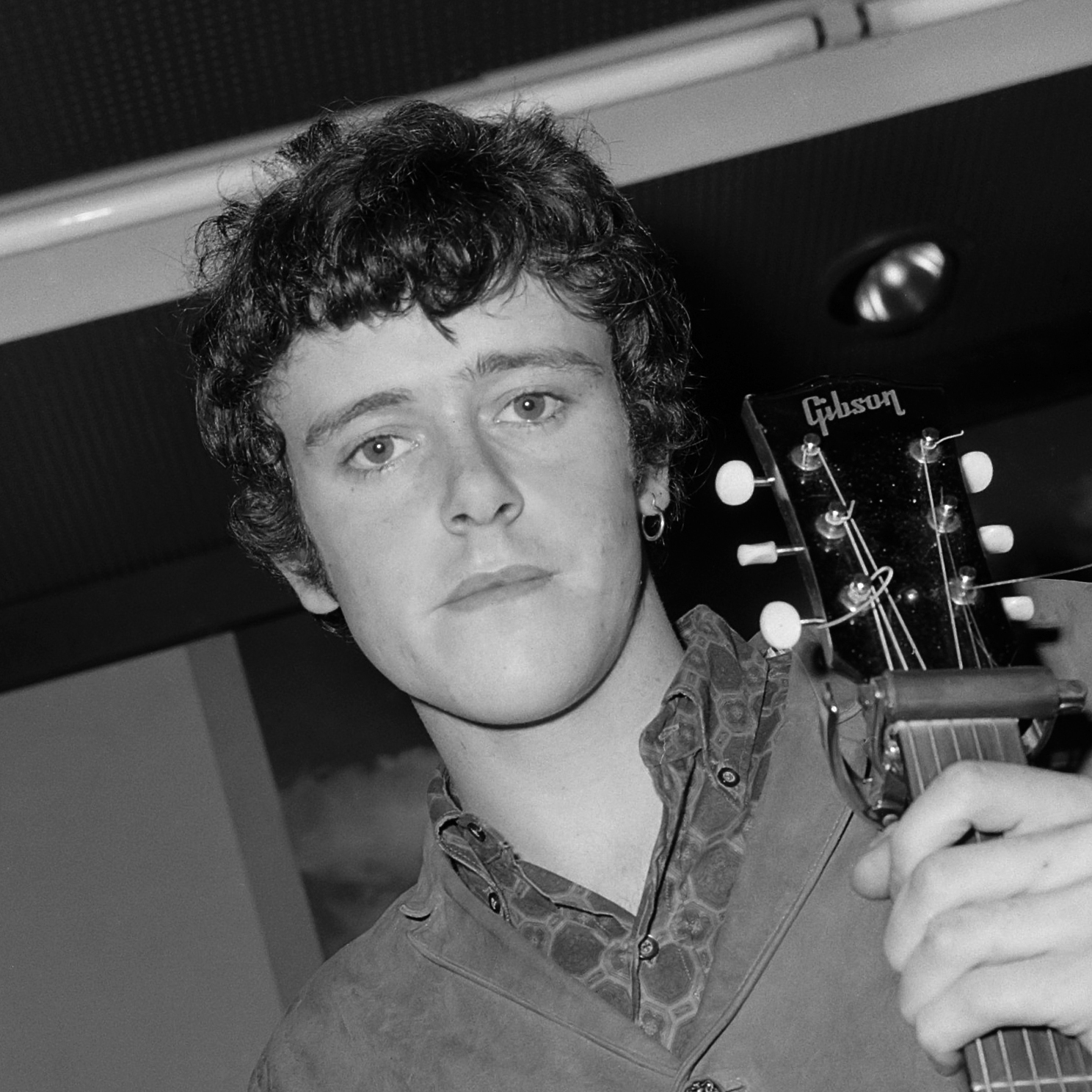
Donovan en 1965.

Uno de los primeros usos musicales del término «psicodélico» en la escena folk fue realizado por la banda de folk radicada en Nueva York The Holy Modal Rounders en su versión de «Hesitation blues» de Lead Belly en 1964. El guitarrista de folk/vanguardia John Fahey grabó varias canciones a principios de los años 1960, experimentando con técnicas inusuales de grabación, que incluían cintas al revés y un novedoso acompañamiento instrumental, incluyendo la flauta y la cítara. Su canción «The great San Bernardino birthday party», de diecinueve minutos, «anticipó elementos de la psicodelia con sus osadas improvisaciones y extrañas afinaciones de guitarra». Del mismo modo, los primeros trabajos del guitarrista folk Sandy Bull «incorporaban elementos de folk, jazz, y modos pedales con influencia india y árabe» . Su álbum de 1963, Fantasias for guitar and banjo, explora varios estilos y «también podría ser descrito con precisión como uno de los primeros discos psicodélicos».
Esta tendencia se desarrolló paralelamente tanto en los Estados Unidos como en el Reino Unido, y como parte de las escenas folk, folk rock y rock interrelacionadas. Desde 1964, aparecieron influencias del blues, las drogas y el jazz en el trabajo de Davy Graham y Bert Jansch. Entre los músicos folk particularmente significativos en el movimiento psicodélico se encuentran los artistas escoceses Donovan, quien combinó las influencias de artistas estadounidenses como Bob Dylan con referencias al flower power, y The Incredible String Band, que a partir de 1967 incorporó una serie de influencias en su música, basada en instrumentos acústicos, entre los que se encontraban instrumentos medievales y orientales.

### Rockpsicodélico

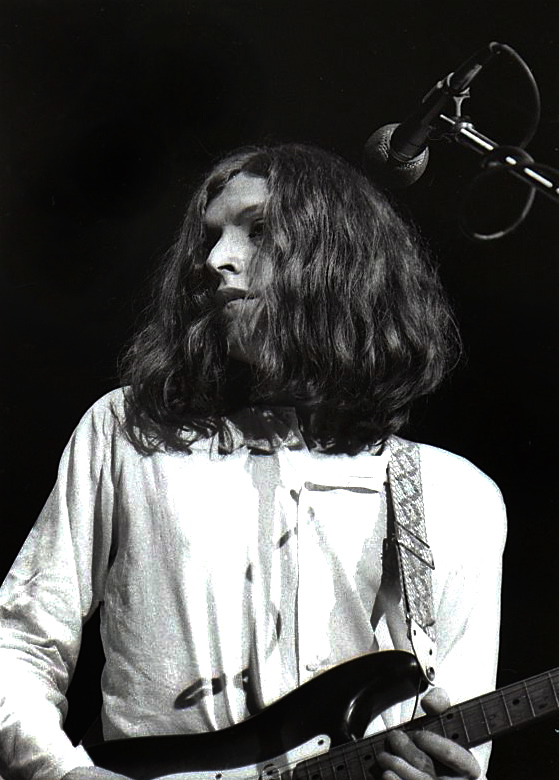
Steve Winwood de Traffic.

Los Beatles introdujeron muchos de los principales elementos del sonido psicodélico a un público mayoritario a mediados de la década de 1960, por ejemplo, con «I feel fine» (1964), que utilizó el acople de guitarra; a finales de 1965, el álbum Rubber soul usó un sitar en su sencillo «Norwegian wood»; y emplearon backmasking en la canción de su lado B «Rain» y otras canciones que aparecieron en el álbum Revolver (1966). Referencias a la droga comenzaron a aparecer en sus canciones, en «Day tripper» (1965), y más explícitamente en «Tomorrow never knows» (1966). Sin embargo, el primer uso del término «rock psicodélico» se atribuye generalmente a la banda 13th Floor Elevators de Austin, Texas, cuyas primeras giras inspirarían a la aún incipiente escena psicodélica de San Francisco. La banda The Byrds progresó rápidamente desde el folk rock a la psicodelia en 1966 con su sencillo «Eight miles high», ampliamente reconocido como una referencia al consumo de drogas.
En el Reino Unido, la banda más influyente en el género de la música psicodélica posiblemente fue The Yardbirds, banda que, con Jeff Beck como guitarrista, se desplazó cada vez más al territorio psicodélico, añadiendo improvisados «rave ups» de ritmo rápido e influencias del canto gregoriano y la world music en canciones como «Still I'm sad» (1965), «Shapes of things» (1966), y «Over under sideways down» (1966). Desde 1966, la escena underground del Reino Unido, con sede en el norte de Londres, dio apoyo a nuevas bandas con influencias psicodélicas como Pink Floyd, Traffic y Soft Machine. El mismo año vio los álbumes debut de las bandas de rock Cream y The Jimi Hendrix Experience, que contaban con secciones extendidas de improvisación solista con guitarra eléctrica fuertemente distorsionada y con sonido procesado, el cual pasó a convertirse en un elemento clave de la música psicodélica.
El rock psicodélico alcanzó su punto máximo en los últimos años de la década. En 1967, los The Beatles publicaron el álbum Sgt. Pepper's Lonely Hearts Club Band, que incluía la pista «Lucy in the Sky with Diamonds», y los Rolling Stones respondieron más tarde ese año con su único álbum psicodélico Their satanic majesties request. Pink Floyd produjo The piper at the gates of dawn. En Estados Unidos, el Verano del Amor fue precedido por el evento Human Be-In y alcanzó su punto culminante en el Monterey Pop Festival, el cual ayudó a hacer grandes estrellas estadounidenses a Hendrix y The Who, cuyo sencillo «I can see for miles» ahondó en el territorio psicodélico. Surrealistic pillow de Jefferson Airplane y Strange days de The Doors fueron grabaciones clave. Estas tendencias culminaron en el festival de Woodstock de 1969, que presenció la actuación de la mayoría de los principales artistas psicodélicos, entre ellos Jimi Hendrix, Janis Joplin y Santana.

### Pop psicodélico

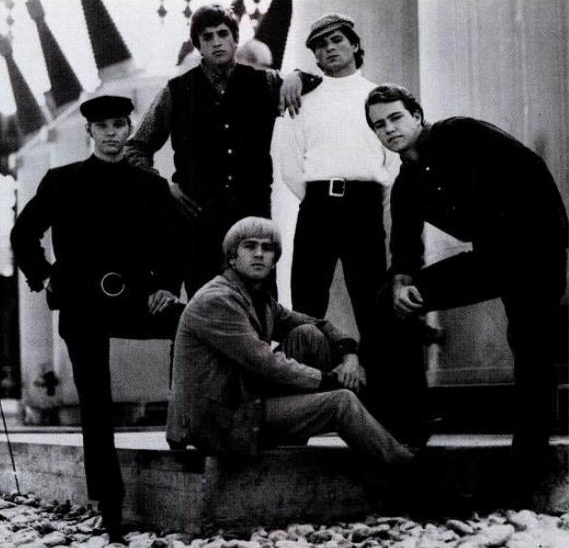
Electric Prunes en 1966.

A medida que la psicodelia emergía como una fuerza de la corriente musical principal y comercial, particularmente a través de la obra de The Beatles, comenzó a influir en la música pop, que incorporó la moda hippie, así como los sonidos del sitar, las guitarras fuzz y los efectos de la cinta. El exitoso sencillo de los Beach Boys, «Good vibrations», fue una de las primeras canciones pop que incorporaron letra y sonidos psicodélicos, haciendo uso de un tanerín (una versión más fácil de manipular de un Theremín). Entre las bandas estadounidenses orientadas al pop que siguieron en esta línea se encuentran Electric Prunes, Strawberry Alarm Clock y Blues Magoos. También se incorporaron sonidos psicodélicos a la producción de las primeras bandas de bubblegum pop, como The Monkees y The Lemon Pipers. La transformación del cantante de folk escocés Donovan a la música 'eléctrica' le proporcionó un éxito comercial en 1966 con «Sunshine Superman», una de las primeras grabaciones pop abiertamente psicodélicas. «Arnold Layne» y «See Emily play» de Pink Floyd, ambas escritas por Syd Barrett, ayudaron a establecer el patrón de pop psicodélico en Gran Bretaña.
La psicodelia más orientada al pop era popular entre las bandas emergentes en Australia y Nueva Zelanda, entre ellas The Easybeats, que se formó en Sídney pero grabó su éxito internacional «Friday on my mind» (1966) en Londres y permaneció allí durante sus incursiones en la psicodelia con tintes pop hasta su separación en 1970. Un camino similar fue seguido por los Bee Gees, banda formada en Brisbane, pero cuyo primer álbum Bee Gees' 1st (1967), grabado en Londres, les dio tres exitosos sencillos y contenía elementos folk, rock y psicodélicos, influenciados fuertemente por los Beatles. The Twilights, banda formada en Adelaida, también viajó a Londres, donde grabó una serie de éxitos de importancia menor, y absorbió el espíritu de la escena psicodélica, para luego regresar a su país y producir versiones de canciones de los Beatles, completas con sitar, y el álbum conceptual Once upon a twilight (1968). La banda más exitosa de Nueva Zelanda, The La De Das, produjo el álbum conceptual de pop psicodélico The happy prince (1968), basado en el clásico para niños de Oscar Wilde, pero no logró tener éxito en Gran Bretaña y el resto del mundo.

### Soul psicodélico

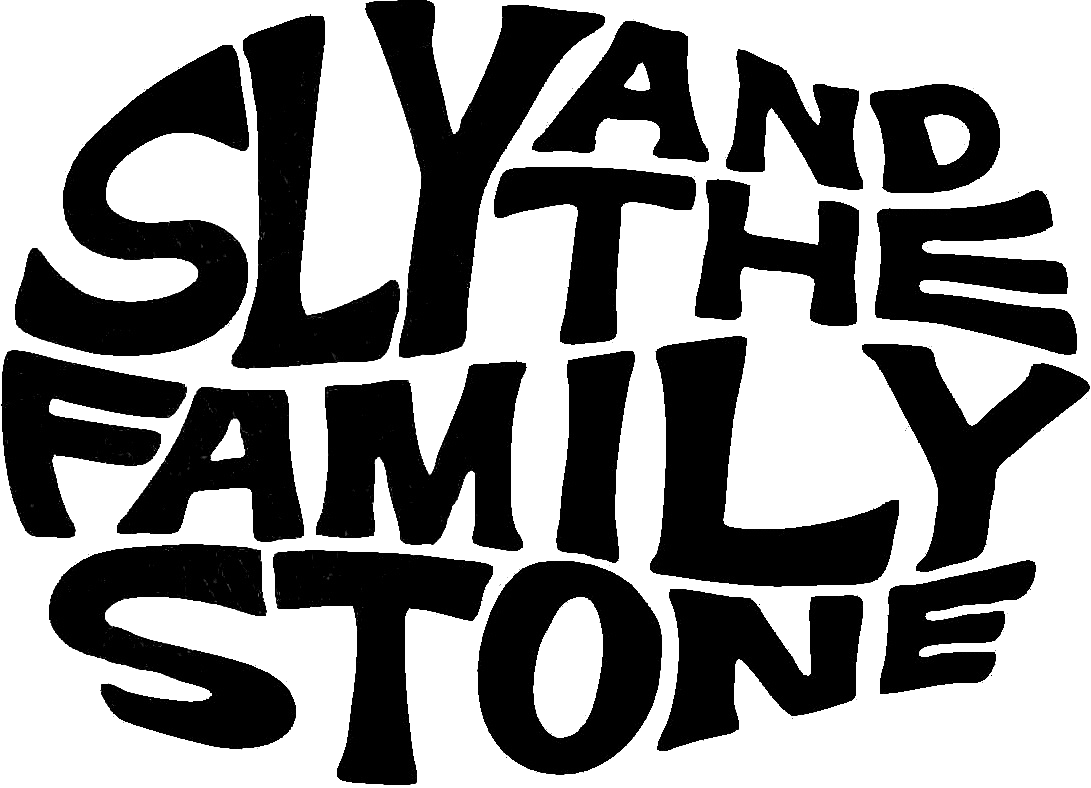
Sly and the Family Stone fue pionera en el género de soul psicodélico a finales de los años 1960.

A finales de los años 1960, la música psicodélica comenzó a tener impacto en los músicos afroamericanos, especialmente las estrellas del sello Motown. Influenciado por el movimiento por los derechos civiles, el soul psicodélico tenía un tono más oscuro y político que gran parte del acid rock. Basándose en el sonido funk de James Brown, fue introducido por Sly and the Family Stone con canciones como «Dance to the music» (1968), «Everyday people» (1968) y «I want to take you higher» (1969), y The Temptations con «Cloud nine» (1968), «Runaway child, running wild» (1969) y «Psychedelic shack» (1969). Pronto otros siguieron, como The Supremes con «Love child» (1968) y «Stoned love» (1970), The Chambers Brothers con «Time has come today» (1966, pero entrando en las listas musicales en 1968), The 5th Dimension con una versión de «Stoned soul picnic» (1968) de Laura Nyro, Edwin Starr con «War» (1970) y The Undisputed Truth con «Smiling faces sometimes» (1971). Los conjuntos interdependientes de George Clinton, Funkadelic y Parliament, y sus diversos derivados, llevaron el género a sus longitudes más extremas haciendo al funk casi una religión en la década de 1970, con la producción de más de cuarenta sencillos, tres de ellos en el top ten de Estados Unidos, y tres discos de platino.

### Decadencia

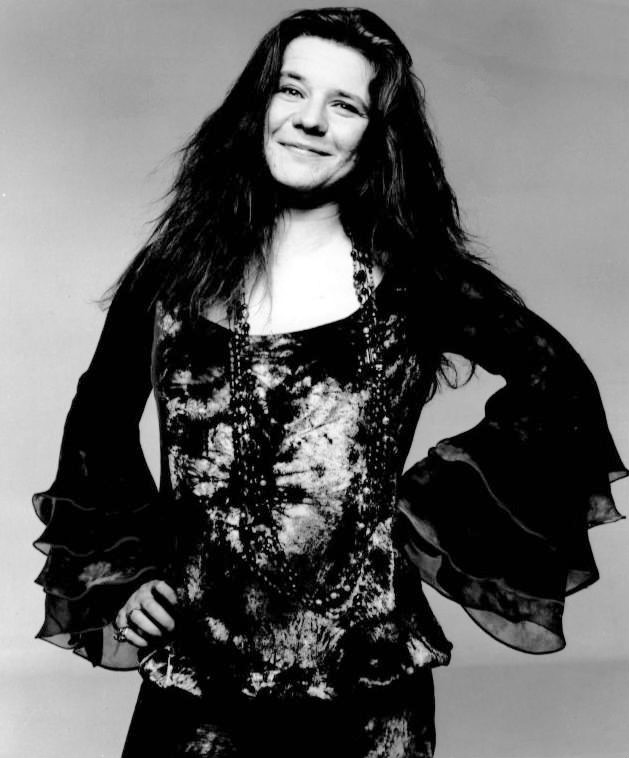
Janis Joplin en 1970, año de su muerte. La defunción de la cantante y otras figuras principales del movimiento psicodélico contribuyeron a su decadencia.

A finales de la década de 1960, la tendencia de explorar la psicodelia en la música fue en gran parte en retirada. El LSD fue declarado ilegal en los Estados Unidos y el Reino Unido en 1966. La vinculación de los asesinatos de Sharon Tate y Leno y Rosemary LaBianca por la familia Manson con canciones de los Beatles como «Helter Skelter» contribuyó a una reacción anti-hippie. El Altamont Speedway Free Festival en California no resultó ser un hito positivo en la escena de la música psicodélica, como se había previsto; en cambio, se hizo famoso por el apuñalamiento mortal del adolescente negro Meredith Hunter por guardias de seguridad Hells Angels.
Las primeras «víctimas del ácido» en la escena musical, incluyendo a Brian Wilson de The Beach Boys, Brian Jones de The Rolling Stones, Peter Green de Fleetwood Mac y Syd Barrett de Pink Floyd, contribuyeron a desviar la atención en la psicodelia de las respectivas bandas de las que habían sido figuras principales. Algunas bandas que anteriormente habían liderado las tendencias de rock psicodélico, como The Jimi Hendrix Experience y Cream, se separaron. Jimi Hendrix murió en Londres en septiembre de 1970, poco después de la grabación de Band of gypsies (1970), Janis Joplin murió de una sobredosis de heroína en octubre de 1970. Jim Morrison de The Doors murió en París en julio de 1971. Muchas bandas supervivientes se alejaron de la psicodelia hacia el rock de raíces (roots rock), al folk tradicional o pastoral, a la experimentación del rock progresivo o al rock pesado cargado de riffs. A principios de los años 1970, los discos influenciados por el soul psicodélico estaban perdiendo su agarre en las listas y la mayoría de los grandes artistas comenzaron a buscar inspiración en otros lugares.
Tras la muerte de Brian Epstein y la impopular película surrealista para televisión, Magical mystery tour (1967), los Beatles regresaron a un estilo crudo con The Beatles (1968) y Let it be (1970), antes de su eventual ruptura. La tendencia de «vuelta a lo básico» también se hizo evidente en álbumes posteriores de los Rolling Stones, desde Beggars banquet (1968) hasta Exile on Main St. (1972). La banda de folk rock inglesa Fairport Convention publicó Liege & lief en 1969, alejándose del folk rock con influencias estadounidenses hacia un sonido basado en la música tradicional británica y fundando el subgénero del folk eléctrico, para ser seguida por bandas como Steeleye Span y Fotheringay. El hilo de folk británico influenciado por la psicodelia continuó en la década de 1970 con artistas como Comus, Mellow Candle, Nick Drake, The Incredible String Band, Forests, Trees o Kevin Ayers de Soft Machine y con los dos discos en solitario de Syd Barrett.

### Influencia

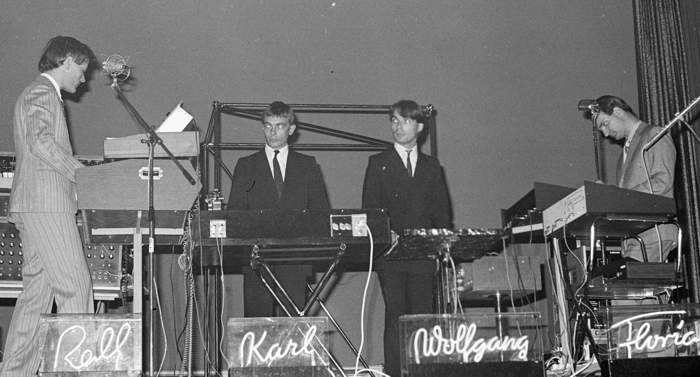
Kraftwerk, una de las bandas principales en la conversión de la música psicodélica al género electrónico Kosmische Musik.

Muchos de los músicos y bandas británicos que habían adoptado la psicodelia se trasladaron a crear el género del rock progresivo en la década de 1970, como Pink Floyd, Soft Machine y miembros de Yes. El álbum de King Crimson, In the Court of the Crimson King (1969), ha sido visto como un vínculo importante entre la psicodelia y el rock progresivo. Mientras que algunas bandas como Hawkwind mantuvieron un trayecto explícitamente psicodélico en la década de 1970, la mayoría de las bandas disminuyeron los elementos psicodélicos en favor de embarcarse en una experimentación más amplia. A medida que las bandas alemanas del movimiento psicodélico se alejaron de sus raíces psicodélicas y pusieron mayor énfasis en la instrumentación electrónica, estas bandas, entre las que se incluían Kraftwerk, Tangerine Dream, Can y Faust, desarrollaron una forma distintiva de rock electrónico, conocido como Kosmiche Musik, o en la prensa británica como «Krautrock». Su adopción de sintetizadores electrónicos, junto con los estilos musicales explorados por Brian Eno en su teclado tocando con Roxy Music, tuvieron una gran influencia en el posterior desarrollo del synth rock. La incorporación de estilos de jazz en la música de bandas como Soft Machine y Can también contribuyó al desarrollo del sonido del jazz rock emergente de bandas como Colosseum.
El rock psicodélico, con su sonido distorsionado de guitarra, solos extendidos, y composiciones aventureras, fue un importante puente entre el blues orientado al rock y el surgimiento posterior del género heavy metal. Dos exguitarristas de los Yardbirds, Jeff Beck y Jimmy Page, pasaron a formar bandas clave en el nuevo género del blues rock-heavy metal, The Jeff Beck Group y Led Zeppelin, respectivamente. Otros importantes pioneros del género heavy metal habían comenzado como bandas psicodélicas basadas en el blues, entre las que se incluyen Black Sabbath, Deep Purple, Judas Priest y UFO.
La música psicodélica también contribuyó a los orígenes del glam rock. En 1970, cuando Marc Bolan se alejó de su estilo de folk psicodélico y formó la banda de rock T. Rex, se convirtió la primera estrella de glam rock. Desde 1971, David Bowie se trasladó desde sus primeras exploraciones psicodélicas para desarrollar su personaje Ziggy Stardust, que incorporó elementos de maquillaje profesional, el mimo y la performance en su acto. Las influencias psicodélicas duraron un poco más en la música pop, extendiéndose en la década de 1970 y teniendo un papel importante en la creación del bubblegum pop. Del mismo modo, el soul psicodélico continuó en la década de 1970, y sus sonidos se incorporaron a la música funk y con el tiempo se convirtieron en parte del estilo de la música disco.

### Neopsicodelia

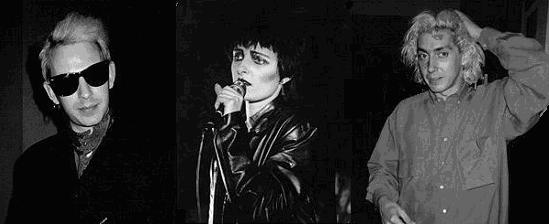
Siouxsie And The Banshees, banda pionera de neopsicodelia.

El rock psicodélico comenzó a ser revivido a finales de la década de 1970 por bandas de la escena post-punk, incluyendo Siouxsie And The Banshees, The Teardrop Explodes, Echo & the Bunnymen, The Church, y The Soft Boys. En los EE. UU. a principios de 1980, estas bandas se unieron al movimiento de Paisley Underground, con sede en Los Ángeles, y con bandas como The Dream Syndicate, The Bangles y The Rain Parade. Hubo artistas populares ocasionales que realizaron incursiones en la neo-psicodelia, entre las que se encuentran el trabajo de mediados de los años 1980 de Prince y algunas de las producciones de la década de 1990 de Lenny Kravitz, pero la influencia ha sido sobre todo en bandas de rock alternativo e indie. Después de la desintegración de The Teardrop Explodes, Julian Cope continuó un camino de psicodelia esotérica en su carrera en solitario.
En la década de 1990 el colectivo Elephant 6, que incluía bandas como The Apples in Stereo, The Olivia Tremor Control, Neutral Milk Hotel, Elf Power y Of Montreal, produjo eclécticos de rock y folk psicodélicos. Otras bandas de rock alternativo que se adentraron en territorio psicodélico incluyen los australianos The Church, Tyrnaround, y The Moffs; The Bevis Frond de Nick Saloman, el rock espacial de Spacemen 3 y diversas bandas como Mercury Rev, The Flaming Lips y Super Furry Animals. A principios de la década de 1990, surgió el stoner rock, que combinaba elementos del rock psicodélico, el blues rock y el doom metal. Usando típicamente tempos lentos o medianos y guitarras afinadas de manera baja en un sonido con mucho bajo, con voces melódicas y producción «retro», fue iniciado por las bandas californianas Kyuss y Sleep. En el Reino Unido el sencillo debut de The Stone Roses en 1988 estableció una pegadiza neopsicodelia pop de guitarras, ayudando a crear la escena Madchester, e influenciando el sonido temprano de bandas Britpop de los años 1990 como Blur, y Oasis, quienes se basaron en el pop y rock psicodélicos de los años 1960, particularmente en el álbum Standing on the shoulder of giants. En la inmediata era post-Britpop, Kula Shaker incorporó los sonidos arremolinados y con alta presencia de guitarras de la década de 1960 con el misticismo y la espiritualidad de la India. En el nuevo milenio la neopsicodelia fue continuada por bandas que emulaban directamente los sonidos de la década de 1960, como Tame Impala, Supercherruy y The Essex Green, mientras que bandas como Animal Collective aplicaron un enfoque experimental que combinaba los géneros de la década de 1960 y el presente.

### Hip hoppsicodélico

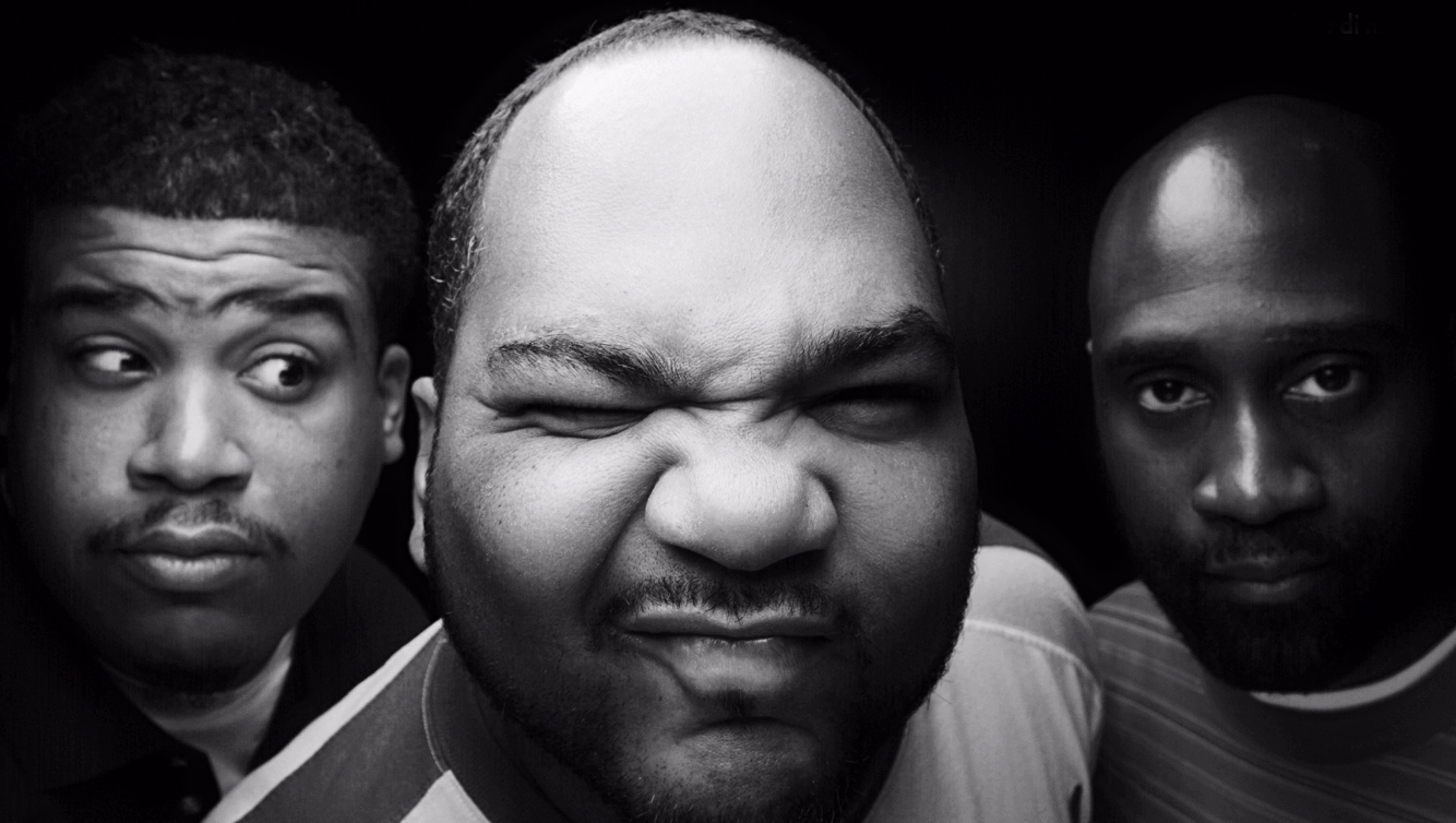
De La Soul, pioneros del hip hop psicodélico.

El hip hop psicodélico surgió a finales de la década de 1980 cuando los raperos comenzaron a «samplear» grooves más suaves, con el álbum debut de De La Soul 3 feet high and rising (1989). El álbum doble de los raperos blancos Beastie Boys, Paul's boutique (1989), se desplazó hacia un sonido más sofisticado que incorporaba diversas influencias, incluyendo las de Curtis Mayfield y Pink Floyd. En la década de 1990 hubo una considerable experimentación y la fertilización cruzada entre la psicodelia y el rap. The Jungle Brothers fusionaron el hip hop y el acid house en «I'll house you» (1990) y A Tribe Called Quest utilizaron samples de jazz y de Lou Reed en «I left my wallet in El Segundo» (1990). Digital Underground incorporan elementos del sexo, la ciencia ficción y bromas internas sobre P-Funk en sus espectáculos, mientras que Arrested Development fueron influenciados por Sly and the Family Stone. Entre otras bandas influenciadas por la psicodelia se incluyen Digable Planets, Divine Styler y Cypress Hill. P.M. Dawn, un conjunto formado por los hermanos Attrell y Jarrett Cordes, se basó en diversos samples de la música pop moderna desde los Beatles, pasando por Sly and the Family Stone hasta Spandau Ballet. Sus álbumes Of the heart, of the soul and of the cross: The utopian experience (1991) y The bliss album…? (Vibrations of love and anger and the ponderance of life and existence) (1993) fueron exitosos en los Estados Unidos y el Reino Unido y se cruzaron a la escena rave. Desde finales de los años 1990 otros artistas que trabajaron en esta área fueron RZA, The Roots, D'Angelo y Erykah Badu.

### Música electrónica psicodélica

#### Acid house

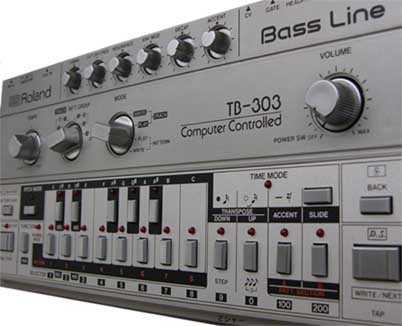
Un secuenciador Roland TB-303 Bass Line.

El acid house se originó a mediados de la década de 1980 al estilo de la música house de DJs de Chicago como DJ Pierre, Adonis, Farley Jackmaster Funk y Phuture, el último de los cuales acuñó el término en su canción «Acid trax» (1987). Mezclaba elementos del house con los sonidos «cenagosos» y las líneas de bajo profundas producidas por el sintetizador Roland TB-303. A medida que los sencillos comenzaron a llegar al Reino Unido el sonido fue recreado, comenzando en pequeñas fiestas en depósitos, celebradas en Londres en 1986-1987. Durante 1988, en el Segundo Verano del Amor, triunfó el maistream a medida que miles de aficionados viajaban a raves masivas. El género comenzó luego a penetrar en las listas británicas con éxitos para MARRS, S'Express y Technotronic a principios de los años 1990, antes de ceder a la popularidad de la música trance.

#### Trance
La música trance se originó en las escenas techno y hardcore alemanas de principios de la década de 1990. Enfatizaba breves y repetidas líneas de sintetizador con cambios rítmicos mínimos y sintetizadores atmosféricos ocasionales, con el objetivo de poner a los oyentes en un estado de trance. Derivado del acid house y la música techno, se desarrolló en Alemania y los Países Bajos con sencillos como «Energy flash» de Joey Beltram y «The ravesignal» de C. J. Bolland. A esto le siguieron las publicaciones de Robert Leiner, Sun Electric, Aphex Twin y con mayor influencia el techno-trance publicado por el sello Harthouse, que incluía la tan imitada «Acperience 1» (1992) del dúo Hardfloor. Después de haber ganado un cierto renombre en el Reino Unido a principios de los años 1990, fue eclipsado por la aparición de nuevos géneros de la música electrónica como el trip hop y el jungle, antes de despegar de nuevo hacia el final de la década y comenzar a dominar las discotecas, con DJs como Paul Oakenfold, Pete Tong, Tony De Vit, Danny Rampling, Sasha, Judge Jules y, en Estados Unidos, Christopher Lawrence y Kimball Collins. Pronto comenzó a fragmentarse en diferentes subgéneros, entre los que se incluían el trance progresivo, acid trance, goa trance, trance psicodélico, hard trance y uplifting trance.

#### New rave
En el Reino Unido en la década del 2000, la combinación del indie rock con el dance-punk fue apodado «new rave» con el propósito de publicitar a Klaxons, y el término fue recogido y aplicado por NME a una serie de bandas, entre las que se incluyen Trash Fashion, New Young Pony Club, Hadouken!, Late of the Pier, Test Icicles, y Shitdisco. Formó una escena con una estética visual similar a la anterior música rave, centrada alrededor de efectos visuales: barras luminosas, el neón y otras luces eran comunes, y los seguidores de la escena a menudo vestían ropa extremadamente brillante y de color fluorescente.